# H.Kyatanahalli, Nagamangala
H.Kyatanahalli là một làng thuộc tehsil Nagamangala, huyện Mandya, bang Karnataka, Ấn Độ.